# بيرسي ووكر
بيرسي ووكر (بالإنجليزية: Percy Walker)‏ هو سياسي أمريكي، ولد في 1 ديسمبر 1812 بهنتسفيل في الولايات المتحدة، وتوفي في 31 ديسمبر 1880. انتخب عضو مجلس النواب الأمريكي.